# نواف عابد
نواف عابد (عربی: نواف العابد؛ زادهٔ ۲۶ ژانویهٔ ۱۹۹۰) یک بازیکن فوتبال اهل عربستان سعودی است.
او زننده سریعترین گل تاریخ دنیای فوتبال است.
وی همچنین در عربستان سعودی بازی کرده‌است. او از لیست تیم ملی عربستان برای جام جهانی ۲۰۱۸ روسیه و جام جهانی 2022 قطر خط خورد. نواف العابد یکی از بهترین بازیکن عربستان و الهلال است.بیشتر شهرت او به دلیل یکی از  سریعترین گل های تاریخ فوتبال در ثانیه ۳ است.